# Математика доісторичного періоду
Вважається, що математика, як наука, з'явилася в Стародавній Греції в VI-V ст. до н. е. Однак, ще до греків шумери і стародавні єгиптяни відкрили дослідним шляхом деякі математичні закономірності і вміли застосовувати їх на практиці. З сер. III тис. до н. е. у двох колисках цивілізації — у Межиріччі і на берегах Нілу люди вже вміли рахувати кількість та обсяг зерна в коморах, виконувати розрахунки з грошима, розмічати земельні ділянки з певною площею. Ймовірно, математичні розрахунки використовувалися при будівництві грандіозних пірамід у Єгипті та зиккуратів Месопотамії.
До нас дійшли глиняні таблички і папіруси з різними розрахунками. Найбільш відомим серед них є папірус писаря Ахмеса, який є посібником-довідником для інших; на папірусі описані способи виконання арифметичних операцій, розрахунків з геометричними фігурами та наведено приклади вирішення практичних задач.
Завдяки таким текстам можна скласти досить широке уявлення про давньоєгипетську математику та математику у древньому Вавілоні. Набагато важче досліджувати попередню епохою розвитку людства, коли писемності ще не було — доісторичний період. Однак, саме тоді з'явилося те, що зараз природно для будь-якої людини і на чому ґрунтується вся математика — навички підрахунку, абстрактне поняття числа і фігури, назви чисел. 
Нині кожна людина змалечку у починає оперувати цими поняттями. Наприклад, так робить кожна дитина, коли відповідає на запитання дорослих: «Скільки тобі років?». Але для первісних людей числа не були такими ж абстрактними: у їх свідомості не існувало слова «два». Могло бути два дерева, два каное, дві собаки, дві людини, але такої речі, як просто 2, само по собі, не було. Всім відомий зараз ряд натуральних чисел колись став важливим розумовим здобутком первісної людини.

## Джерела знань

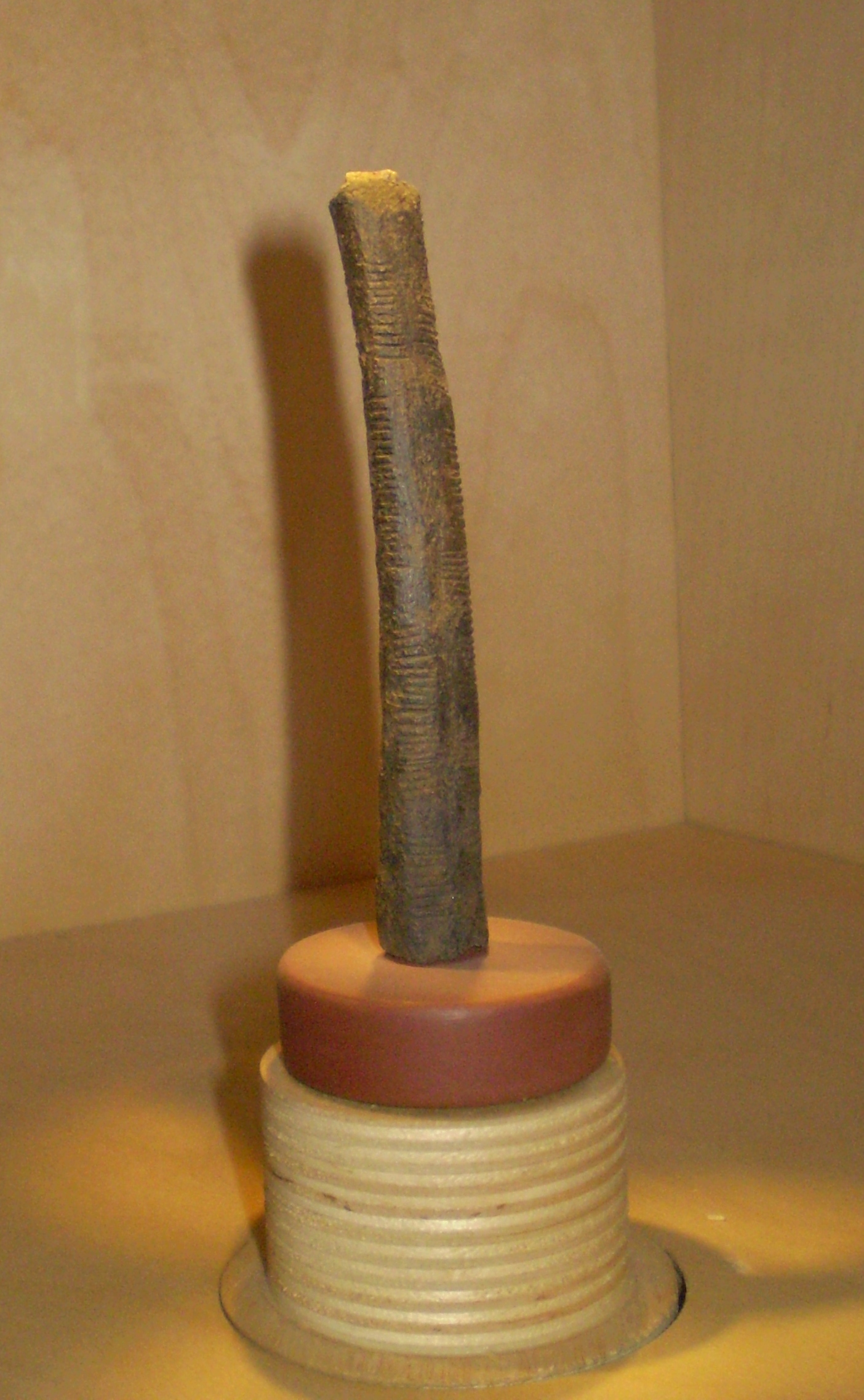
Зарубки на кістці Ішанго, можливо, зроблені з метою підрахунку, знайдені біля озера Едуард у місцевості Ішанго, вік — від 20 до 6 тис. років тому